# Fachverband der Chorleiter

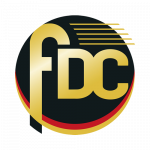
Logo des FDC

Der Fachverband der Chorleiter (FDC)  wurde 1920 unter dem Namen „Verband akademisch gebildeter Chorleiter e. V.“ in Köln gegründet. Unter dem Vorsitz von Josef Schwarz befanden sich Gründungsmitglieder wie Willy Schell, Fritz Spieß, Franz Wildt und Mathieu Neumann. Im Nationalsozialismus wurde der Verband zeitweilig verboten und konstituierte sich unter dem Namen: „Fachverband Deutscher Berufschorleiter“ im Jahre 1955 neu. Nach intensiver Diskussion entschied eine ordentliche Mitgliederversammlung die Umbenennung in „Fachverband der Chorleiter (FDC)“.
Zweck des Verbandes war es, eine Organisation zu schaffen, um die Belange der Berufschorleiter in der Öffentlichkeit zu vertreten.
Durch den Nationalsozialismus zwischenzeitlich verboten, konstituierte sich der Verband nach dem Kriege neu und führt seit 1955 den Namen „Fachverband Deutscher Berufschorleiter e. V.“ mit Verbandssitz in Köln. Vorsitzender wurde Peter Hammers, dem es gelang, zahlreiche bekannte Berufschorleiter an den FDB zu binden.

## Tätigkeiten und Aufgaben
Der FDB sieht seine Tätigkeitsschwerpunkte u. a. mit der Erstellung eines Chorleitervertrages, sowie der Herausgabe des Wegweisers durch die Literatur der durchkomponierten Männerchöre. Erstmals gibt es eine einheitliche Festlegung der Schwierigkeitsbewertung bei Chorwettbewerben, um heute objektiviert eine Literatur- und Schwierigkeitsliste zu gewährleisten.
Durch die Bildung von regionalen Bezirksgruppen, entsteht eine flächendeckende Betreuung durch die Regionalvorsitzenden. Die Veröffentlichung der FDC-Informationen sorgt für die informativen Notwendigkeiten.
Mit der Einführung der Berufsbezeichnungen Chordirektor FDC und Musikdirektor FDC erhielt die Tätigkeit der Chorleiter die bis dahin unreglementierte Wertschätzung des FDC und protegierte somit deren Lobbyismus. Als herausragendes soziales. Der FDC gehört dem größten deutschen Musikdachverband, dem Deutschen Musikrat an.

## Ziele
Einige der zielsetzenden Punkte sind die Wahrung künstlerischer Interessen der Chorleiter sowie die Beratung in berufsspezifischen Fragen.
Im Weiteren, Reformen auf dem Gebiet des Chorgesangs sowie der beruflichen Aus- und Weiterbildung, ebenso, wie die Beratung in Fragen der sozialen Absicherung des Chorleiterberufes. Eine angemessene Darstellung des Berufsbildes Chorleiter/-in in der Öffentlichkeit wird genau so initiiert, wie die Weiterbildung in regionalen Bezirksgruppen mit jährlich stattfindenden Fortbildungsveranstaltungen im stimmtechnischen und aufführungspraktischen Bereich; auch in Verbindung mit Sängerbünden, Landesmusikräten und Akademien.
Es findet jährlich ein Symposium, als zentrale Fortbildungsveranstaltung des FDB, mit nationalen und internationalen Themen, Dozenten und Chören statt. Eine Internetpräsenz mit Hinweisen zur Verbandsarbeit, Literatur, Probenmethodik, Publikationen, Werksbesprechungen etc. ist inzwischen selbstverständlich. Abschließend sei noch die ständige Aktualisierung der FDB Literatur- und Schwierigkeitsliste genannt.

## Wichtige Mitglieder
- Rudolf Desch
- Willy Giesen
- Otto Groll
- Gotthilf Fischer
- Peter Hammers
- Harald Jüngst
- Arnold Kempkens
- Wolfgang Lüderitz
- Christian Manus
- Quirin Rische
- Gerhard Schulte
- Gerd Sorg
- Hans Weiss
- Gerhard Wind